# Ganoderma shangsiense
Ganoderma shangsiense är en svampart som beskrevs av J.D. Zhao 1988. Ganoderma shangsiense ingår i släktet Ganoderma och familjen Ganodermataceae.   Inga underarter finns listade i Catalogue of Life.